# Andrew Kishino
Andrew Kishino (Toronto, Ontario, 20 de marzo de 1970), más conocido artísticamente como Big Kish, (antes Kish) es un rapero y actor canadiense de origen japonés. Es conocido por su éxito "I Rhyme the World in 80 Days", que fue acompañado por un video musical que fueron puestos al aire en MuchMusic. La canción fue incluida en su álbum, Order from Chaos. Su siguiente álbum, A Nation of Hoods, fue lanzado en 1994. Posteriormente, se trasladó a Los Ángeles para trabajar como productor de hip-hop. Actualmente trabaja como artista de doblaje con la más reciente roles en series animadas tales como Saw Gerrera en Star Wars: La guerra de los clones, Fong y Sid en Las Tortugas Ninja y Janja en The Lion Guard.

## Filmografía

### Series Animadas
- G.I. Joe: Renegades - Storm Shadow, Stalker, Tripwire, Frostbite, Voces adicionales
- Kaijudo: Rise of the Duel Masters - Master Benjirou Kimora, Saguru/Ken Okamoto, Alexander "Alex" Carnahan, Grandpa Raiden Okamoto, Aqua-Ranger Commander, Voces adicionales
- Mixels - Niksput
- Regular Show - Game Master ("Fool Me Twice"), Doug McFarland ("World's Best Boss"), Tommy ("Party Re-Pete")
- Sanjay and Craig - Additional Voices[1]
- Scooby-Doo! Ghastly Goals - Guardia de seguridad
- Star Wars: La guerra de los clones - Saw Gerrera, Voces adicionales
- Steven Universe - Kevin[2]
- Las Tortugas Ninja - Fong, Sid, Voces adicionales
- The Grim Adventures of Billy & Mandy - Voces adicionales
- The LeBrons - Pitbull, Ray Ray[3]
- The Legend of Korra - Big Chou, Townsman (Ep. "Beginnings, Part 1")[3][4]
- The Lion Guard - Janja
- El espectacular hombre araña - Kenny "King" Kong, Ned Lee
- We Bare Bears - Voces adicionales
- What's New, Scooby-Doo? - Agente de policía japonés

### Películas Animadas
- El Rey Mono - Rey Yama
- Batman: The Killing Joke - Murray[5][6]
- Superman vs. The Elite - Hat
- The Lion Guard: Return of the Roar - Janja
- Turok: Son of Stone - ADR Loop Group Voice

### Anime
- The World Ends With You: The Animation - Koki Kariya

### Locución / Narración
- America's Got Talent
- Beef: The Series
- The Best Damn Sports Show Period
- E! True Hollywood Story - Narrador
- ESPN Hollywood
- Family Game Night (temporada 4)

### Televisión
- iGo to Japan - espectador de pie japonés
- The Odd Couple - Locutor de NY Mets Stadium